# Giovanni Livraghi
Giovanni Livraghi (Milano, 30 marzo 1807 – Bologna, 8 agosto 1849) è stato un patriota italiano.

## Biografia
Nacque a Milano, figlio di Francesco e Angela Gallerini. Prese parte a diverse imprese di Giuseppe Garibaldi, facendo parte della legione italiana da lui costituita a Montevideo nel 1843 e partecipando, in seguito, alla difesa della Repubblica Romana.
Catturato dagli austriaci a Comacchio il 2 agosto con Ugo Bassi, venne trasferito a Bologna la sera del 7 agosto; considerato, in quanto milanese e quindi suddito austriaco, un disertore, venne fucilato con grande fretta l'8 agosto 1849.
(G. Garibaldi, Memorie autobiografiche, secondo periodo, cap. IX)

## Nella cultura di massa
- Sul grande schermo, Livraghi è stato interpretato da Luca Barbareschi nel film In nome del popolo sovrano di Luigi Magni.

## Omaggi e tributi
- Milano gli ha dedicato una via nel quartiere Precotto.
- Bologna gli ha dedicato una via, laterale alla centralissima via Ugo Bassi.
- Roma gli ha dedicato una via nel quartiere Monteverde Vecchio adiacente la Villa del Vascello e il Gianicolo, teatro della resistenza dei patrioti della Repubblica Romana.